# Анхель Гріппа
Анхель Гріппа (ісп. Ángel Grippa, 2 березня 1914 — дата смерті невідома) — аргентинський футболіст, що грав на позиції воротаря, зокрема, за клуб «Архентінос Хуніорс», а також національну збірну Аргентини.

## Клубна кар'єра
У футболі дебютував виступами за команду «Альсіна». 
Своєю грою за цю команду привернув увагу представників тренерського штабу клубу «Архентінос Хуніорс», до складу якого приєднався 1935 року. Відіграв за команду з Буенос-Айреса наступні три сезони своєї ігрової кар'єри.
Завершив професійну ігрову кар'єру у клубі «Атланта», за команду якого виступав протягом 1938 року.

## Виступи за збірну
Був присутній в заявці збірної на чемпіонаті світу 1934 року в Італії, але на поле не виходив.